# Жан I д’Аркур
Жан I д’Аркур (фр. Jean I d'Harcourt; 1220 — 5 ноября 1288), по прозвищу Доблестный — французский военачальник, представитель рода д’Аркур, сеньор д’Аркур, барон д’Эльбёф, виконт де Сен-Совер, сеньор де ла Соссе, де Брион, де Лильбон, д’Анговиль, дю Тьельман.

## Биография
Сопровождал короля Франции Людовика IX в Седьмом крестовом походе в 1248 году. Вместе с сыном Жаном II д'Аркуром участвовал в Восьмом крестовом походе в 1269 году. Затем участвовал в Арагонском крестовом походе в 1285 году в возрасте 65 лет.
В 1257 году недалеко от своего замка Аркур основал для августинцев монастырь Нотр-Дам-де-Парк, в котором и был похоронен.

## Семья
Жан I д’Аркур до 1240 года женился на Алисе де Бомон, дочери Жана де Бомона, камергера короля Людовика IX (ум. 4 октября 1275).
Дети:
- Филипп (упомянут в 1283)
- Ришар (ум. в 1269), сеньор де Буассе-ле-Шатель
- Жан II (ум. в 1302)
- Робер (ум. в 1315), виконт де Сен-Совер, советник королей Филиппа III и Филиппа IV, в 1288 году посол в Риме, епископ Кутанса с 1291 года
- Гильом (ум. в 1327), барон д’Эльбёф и де ла Соссе, советник короля Филиппа IV
- Рауль (ум. в 1307), советник короля Филиппа IV
- Ги (ум. 24 апреля 1336), епископ и граф де Лизьё с 1303 года
- Алиса, жена барона Жана де Ферье
- Люси, жена Жана, сеньора Ото-ан-Ко
- Изабо (ум. в 1340), жена Жана, сеньора Сен-Мартен-ле-Гайяр
- Бланш, жена Пьера де Байёль
- Агнес, аббатиса Лоншана в 1263—1279, автор жизнеописания Святой Изабеллы Французской
- Жанна, аббатиса Лоншана в 1312 году